# Тулерпетон
Тулерпетон (Tulerpeton) — викопний рід пізньодевонських амфібій. Був вперше виявлений у Тульській області, РФ, від якої і отримав свою назву. Відомий за практично повністю збереженим плечовим поясом, передніми і задніми кінцівками, фрагментами черепа та іншими дрібними знахідками.
Тулерпетон досягав 50 см в довжину, мав по 6 пальців на кожній кінцівці і зовсім втратив внутрішні зябра. Будова скелета свідчить про те, що він був більш пристосованим до життя на суші ніж Акантостега, однак його ноги більше підходили для ковзання тулуба по м'якому вологому ґрунті, ніж для повзання по землі.
Знахідки тулерпетона були зроблені в морських відкладеннях, в той час як інші ранні амфібії знайдені в прісноводних. Це, можливо, вказує на тривале збереження у амфібій фізіологічних механізмів адаптації до життя в солоній воді і можливості перетинати моря, що дозволило їм поширитися уже в девоні вздовж усього екваторіального поясу Землі.

## Ресурси Інтернета
- The Devonian Times reports on Tulerpeton [Архівовано 28 вересня 2021 у Wayback Machine.]
- Gordon, M.S. and Long, J.A. (2004) The Greatest Step In Vertebrate History: A Paleobiological Review of the Fish-Tetrapod Transition. Physiological and Biochemical Zoology. 77(5):700-719.
- Recent Transitionals [Архівовано 28 вересня 2021 у Wayback Machine.]
- Sarcopterygii: Elpistostegalia
- The postcranial skeleton of the Devonian tetrapod Tulerpeton curtum Lebedev [Архівовано 15 листопада 2017 у Wayback Machine.]
- Stegocephalians: Tetrapods and other digit-bearing vertebrates  [Архівовано 1 березня 2011 у Wayback Machine.]
- Famennian Tetrapods Worldwide Tulerpeton [Архівовано 24 листопада 2020 у Wayback Machine.]